# جان ال. فینلی
جان "جک" لاورنس فینلی (به انگلیسی: John "Jack" Lawrence Finley) فضانورد اهل کشور ایالات متحده آمریکا است که در ۲۲ دسامبر ۱۹۳۵ میلادی در وینچستر، ماساچوست زاده شد.